# Евстратиос Воланис
Евстратиос Воланис (на гръцки: Ευστράτιος Βολάνης) е гръцки революционер, деец на Гръцката въоръжена пропаганда в Македония от началото на XX век. Евстратиос Воланис е роден в Лаки на остров Крит, тогава в Османската империя. Присъединява се към комитета на гръцката пропаганда в Македония и оглавява чета от 20 души.